# Acide naphtalènesulfonique
L'acide naphtalènesulfonique est un composé aromatique de formule brute C10H8O3S, constitué d'un noyau naphtyle substitué par un groupe sulfo. Comme tous les dérivés monosubstitués du naphtalène, il existe sous la forme de deux isomères, selon que le substituant soit en position 1 (« α », ou péri) ou 2 (« β » ou amphi).

Acide 1-naphtalènesulfonique
Acide 2-naphtalènesulfonique

## Synthèse
Au plan commercial, l'acide naphtalènesulfonique est produit par sulfonation du naphtalène, effectuée par la méthode classique à base d'acide sulfurique. Les réacteurs modernes sont revêtus de verre ; les équipements plus anciens étaient en fonte ou recouverts d'émail.
En général, la sulfonation du naphtalène conduit à un mélange de produits. La sulfonation du naphtalène à moins de ~100 °C est sous contrôle cinétique et produit principalement de l'acide 1-naphtalènesulfonique. La sulfonation du naphtalène à plus de ~150 °C  permet un contrôle thermodynamique de la réaction et l'acide 2-naphtalènesulfonique est alors le produit principal.

## Dérivés
On appelle « acides naphtalènesulfoniques » les dérivés substitués de l'acide naphtalènesulfonique. Ce sont d'importants précurseur et intermédiaires chimiques, notamment dans la production de colorants, d'agents mouillants, de dispersants, de naphtols et d'entraîneurs d'air pour béton et ciment. La production de nombreux intermédiaires pour former des colorants azoïques ou de triphénylméthane implique la sulfonation du naphtalène suivie d'une autre opération, par exemple la nitration, la réduction ou l'amination. 